# Раница
Раница е чанта, предназначена за носене на гърба. Предимството при нейното използване е, че и двете ръце остават свободни. Преди да получи широка употреба, раницата се използва най-напред в армията през XVIII — XIX век. Днес най-разпространената ѝ употреба е при туризъм, алпинизъм и като училищна чанта.
Съвременните раници са изработени от синтетични, леки и непромокаеми материали и са със средна вместимост 30-50 литра. Раниците, с които се пренасят повече от 10 килограма, имат и специален колан за кръста.